# Dhaddi jatha
Dhaddi jatha o dhadd jatha es un tipo de terceto o cuarteto musical de Punjab, India, que consta de uno o dos vocalistas/tocadores de dhadd  y uno o dos tocadores de sarangi. Los vocalistas cantan independientemente o al unísono la letra de la canción. El rango de los temas abarca composiciones devocionales sikh, canciones valientes, historias de romance, historia y varios tipos de canciones populares. El tambor Dhadd se toca golpeando con los dedos en un lado. El tono del tambor se eleva apretando una banda envuelta alrededor de la cintura del tambor.